# Somatizace
Somatizace (z řec. sóma, tělo) je projev duševních pochodů v oblasti tělesné. Jedná se tedy o mechanismus vyjadřující nezpracované emoční prožitky prostřednictvím tělesných symptomů. Pacient, u kterého k tomuto jevu dochází, využívá oblastí svého těla k odvedení psychického napětí, se kterým není schopen se vyrovnat. Mezi typické projevy somatizace patří například chronické bolesti a únava, neurologické problémy, zažívací potíže či třeba nespavost. Všechny tyto tělesné symptomy se ale projevují bez adekvátního organického patologického podkladu či patofyziologického mechanismu, který by je vysvětloval. Pro samotného pacienta jsou pak tyto projevy obtěžující a nejsou pod jeho volní a vědomou kontrolou.

## Historie
Terminologie, která se používá pro vysvětlení poruch vznikajících procesem somatizace, se vyvíjela již od počátků moderní psychiatrie, přestože pojem somatoformních poruch se v oblasti duševních onemocnění objevil až v roce 1992. Na počátku samotné definice pojmu somatizace stál Zbigniew Lipowski, který se zabýval behaviorální a psychosomatickou medicínou a který formuloval podstatu somatizace jako sklon prožívat a sdělovat tělesnou nepohodu a tělesné příznaky nepodložené patologickými nálezy, připisovat je tělesné nemoci a vyhledávat kvůli nim lékařskou pomoc. V současné době se ve spojení se somatizaci mluví zejména o tzv. „medically unexplained symptoms“ – v překladu medicínsky nevysvětlitelné symptomy. V praxi je těmto symptomům ale třeba rozumět spíše jako organicky nevysvětlitelným symptomům.
V rámci funkční medicíny, psychiatrie, psychologie a moderní neurovědy se však objevují způsoby, kterými je obvykle možné tyto symptomy vysvětlit.

## Příčiny
Je všeobecně uznaným faktem, že velká část všech tělesných obtíží je způsobena psychikou. Psychické potíže, které vyvolávají somatizaci, mohou být velmi různorodé. Převážně se ale jedná o dlouhodobé vystavení stresu nebo o prožití nějaké bolestné události, jako je například potlačovaný strach ze ztráty zaměstnání, trvalý výskyt stresových situací, rozpad partnerského vztahu nebo třeba úzkost ze ztráty blízkého člověka. Tyto situace se člověk snaží odbourat prostřednictvím obranných mechanismů, mezi které nejčastěji patří potlačení, popření nebo vytěsnění oné situace. V takových případech se člověk dostává do stavu, kdy duše volá o pomoc. Člověk se potýká s vnitřním trápením a stresem natolik velkým, že se s ním tělo nedokáže vyrovnat jinak, než že odstartuje nějaký tělesný problém, aby odvedlo pozornost jinam.

## Somatoformní poruchy
Hlavním rysem je opakovaná stížnost na obvykle velmi nejasné, mnohočetné a proměnlivé tělesné symptomy, které jsou často medicínsky natolik významné, že nedovolí lékaři se jimi nezabývat. V rámci následné lékařské péče poukazuje pacient na krátkodobý nebo velmi malý efekt léčby, vyžaduje další lékařská vyšetřování a to i přes opakované negativní nálezy a ujišťování lékaře‚ že obtíže nemají fyzickou podstatu. Pokud nějaká tělesná nemoc přesto existuje‚ pak nevysvětluje rozsah a podstatu potíží nebo příznaků.
Somatoformní poruchu lze od poruchy tělesné odlišit pomocí absence charakteristických laboratorních nálezů. Začátek a chronický průběh obvykle probíhají bez rozvoje strukturálních abnormalit. Často si také pacienti stěžují na obtíže s mnohočetnými orgánovými systémy. Dalšími příznaky bývají efektivní poruchy (poruchy spánku, libida, ztráta chutě k jídlu), panické poruchy (bušení srdce, bolesti na hrudi, závratě, nepřiměřené pocení) nebo schizofrenie.
Mezi somatoformní poruchy patří například:

### Somatizační porucha
Somatizační porucha, jinak také zvaná Briquetův syndrom, je neurotické onemocnění, které je charakteristické přítomností mnoha somatických (tělesných) příznaků, trvá alespoň dva roky a neexistuje pro něj odpovídající tělesná příčina. Důležité je, že pacient odmítá tento fakt přijmout a neustále se dožaduje dalších vyšetření.

### Hypochondrická porucha
Jedná se o poruchu, při které je pacient přehnaně intenzivně zaměřený na svůj zdravotní stav, který se projevuje ničím nepodloženým přesvědčením o vážném onemocnění.

### Dysmorfofobie
Toto onemocnění bývá často řazeno k hypochondrii. Pacient je přesvědčen, že některá část jeho těl je moc velká nebo naopak příliš malá nebo se mu nelíbí z jiného důvod a na tuto „nedokonalost“ svádí své neúspěchy.

### Somatoformní vegetativní dysfunkce
Tato porucha je velmi podobná předchozím, ale pacienti si stěžují především na fungování orgánů s inervovaným vegetativním nervstvem. Mezi často postižené soustavy patří srdce a kardiovaskulární systém, respirační systém, urogenitální systém, dolní a horní GIT.

### Přetrvávající somatoformní bolestivá porucha
Tato porucha se projevuje nevysvětlitelnými velmi intenzivními bolestmi, které přetrvávají po dobu alespoň šesti měsíců.

## Léčba
Pro léčbu somatizace je klíčový psychosomatický přístup. Tento medicínský přístup říká, že se biologická anamnéza spolu s psychikou vzájemně dobře doplňují. Člověk je brán jako jeden celek, ve kterém se nachází jak tělo (sóma), tak i duše (psyché). Využívá se především v případě, kdy zdravotní problémy přetrvávají i přes intenzivní léčbu, případně když se příznaky onemocnění stále vrací.
Mezi nejčastěji používané metody léčby patří především farmakoterapie a psychoterapie. Bývá ale také používána psychodynamická a kognitivně behaviorální terapie.

### Farmakoterapie
V případě, že pacient již užívá léky, bývá spolupráce s ním komplikovaná. Obzvlášť, pokud se jedná o léky psychiatrické. Psychofarmaka mají během terapie hlavně podpůrnou roli.
Nejčastěji se zde předepisují antidepresiva a neuroleptika. Není však doporučeno pacientům předepisovat analgetika nebo benzodiazepiny. Tyto léky pro pacienty nemají účinek a je zde riziko vzniku závislosti či jejich zneužívání.

### Psychoterapie
Ještě před psychoterapií je doporučeno, aby pacient své příznaky konzultoval se somatickým lékařem nebo se psychosomaticky orientovaným lékařem. Lékař poté posoudí, zda pacient potřebuje psychoterapii či nikoliv. Psychoterapie v některých případech může být nevhodná nebo neefektivní. Je zde však potřeba citlivá interakce s pacientem, aby jeho následné odeslání k psychiatrovi nebylo pro něho osobně zahanbující.
Při léčbě somatizace se hlavně osvědčuje terapie behaviorálně kognitivního typu.
Zaměřuje se na pacientův životní styl. Terapeut zprvu zaujímá roli experta a postupem času průběh terapie “řídí” pacient. Je zde důležitá spolupráce mezi pacientem a terapeutem.

## Psychosociální výklady somatizace
Jedná se o teorii, kde somatizace znamená obranný ego-mechanismus, který umožňuje vyjádření úzkosti tělesným příznakem. 
Issy Pilowski formuloval ve své knize somatoformní poruchy jako tzv. abnormní chování v nemoci, což má vyjadřovat pro pacienty typickou zvýšenou pozornost tělesným pocitům a to, že tělesné pocity jsou vykládány v rozporu s lékařským poučením jako známky tělesné nemoci.
V jiných pramenech bývají somatoformní poruchy popisovány jako tzv. „porucha atribuce“. Atribucí se rozumí výklad příčiny obtíží. Pacienti své tělesné pocity chybně přičítají domnělé orgánové poruše.

## Neurofyzický model somatizace
Neurofyziologický model somatizace předpokládá poruchu, která vychází především ze zvýšené interakce mezi normálním klidovým nastavením organismu. Signály bolesti, frustrace, nebezpečí, neznámé podněty a některé endogenní podněty vedou činností behaviorálního inhibičního systému (systém a mechanismus umožňující vyhnout se nebezpečí, které detekuje a např. zastavuje probíhající aktivity) k zastavení dosavadních aktivit. Dochází tak ke spuštění poplachové fáze stresu, která má za úkol připravit organismus na útok nebo útěk. Z tělesných projevů se pak dají pozorovat nejčastěji palpitace, bušení srdce nebo zrychlený pulz, pocení, chvění nebo třes, pocity zkrácení dechu nebo dušení, pocity zalykání se, bolesti nebo nepříjemné pocity na hrudníku.
V neurofyziologickém modelu somatizace hraje roli i tzv. sekundární neurotizace nepříjemnými prožitky. Kromě snížení hladiny uvědomění vystupují do popředí i nové symptomy emočních stavů.